# گل ملکه
گل ملکه (کره‌ای: 여왕의 꽃; لاتین‌نویسی اصلاح‌شده: Yeowangui Kkot) یک مجموعهٔ تلویزیونی کره جنوبی سال ۲۰۱۵ با بازی کیم سونگ ریونگ، لی سونگ کیونگ، لی جونگ هیوک و یون پارک است. این مجموعه از ۱۴ مارس تا ۳۰ اوت ۲۰۱۵، روزهای شنبه و یکشنبه ساعت ۲۱:۵۰ از ام‌بی‌سی برای ۵۰ قسمت پخش شد.

## بازیگران

### اصلی
- کیم سونگ ریونگ در نقش ره‌نا جونگ / جونگ اون هه / لی سو جونگ، سرآشپز
- لی سونگ کیونگ در نقش کانگ یی سول
- لی جونگ هیوک در نقش پارک مین جون
- یون پارک در نقش پارک جه جون